# قيدار (إيران)
قيدار (بالفارسية: قیدار) هي مدينة تقع في إيران في قسم. يقدر عدد سكانها بـ 25,525 نسمة.